# Celastrina ishigakiana
Celastrina ishigakiana är en fjärilsart som beskrevs av Matsumura 1929. Celastrina ishigakiana ingår i släktet Celastrina och familjen juvelvingar. Inga underarter finns listade i Catalogue of Life.